# Korzeniewo (gmina)
Korzeniewo – dawna gmina wiejska istniejąca w latach 1945–1954 i 1973–1976 w woj. gdańskim, a następnie w woj. elbląskim (dzisiejsze woj. pomorskie). Siedzibą władz gminy było Korzeniewo.
Gmina Korzeniewo powstała po II wojnie światowej (1945) na terenie tzw. Ziem Odzyskanych (tzw. IV okręg administracyjny – Mazurski). 25 września 1945 roku gmina – jako jednostka administracyjna powiatu kwidzyńskiego – została powierzona administracji wojewody gdańskiego, po czym z dniem 28 czerwca 1946 roku weszła w skład woj. gdańskiego. Według stanu z 1 lipca 1952 roku gmina składała się z 6 gromad: Gniewskie Pole, Gurcz, Jarzębina, Korzeniewo, Lipianki i Pastwa. Gmina została zniesiona 29 września 1954 roku wraz z reformą wprowadzającą gromady w miejsce gmin.
Jednostkę reaktywowano 1 stycznia 1973 roku w tymże powiecie i województwie, jednak o innym składzie niż przed reformą z 1954:
- Gniewskie Pole, Gurcz, Korzeniewo, Lipianki i Pastwa – należące dawniej do gminy Korzeniewo (jedynie Jarzębina nie weszła w skład gminy Korzeniewo);
- Grabówko, Nowy Dwór i Obory  – należące dawniej do gminy Grabowo;
- Mareza i Rozpędziny – należące dawniej do gminy Mareza;
- Janowo – należące dawniej do gminy Janowo.

1 czerwca 1975 roku gmina weszła w skład nowo utworzonego woj. elbląskiego. 1 lipca 1976 roku gmina została zniesiona przez połączenie z dotychczasową gminą Kwidzyn w nową gminę Kwidzyn.